# Jacob Jacobsz de Wet
Jacob Jacobsz de Wet, né vers 1641-1642 à Haarlem et mort le 11 novembre 1697 à Amsterdam, est un peintre du siècle d'or néerlandais.

## Biographie
Jacob Jacobsz de Wet est le fils de Jacob Willemszoon de Wet qui assure sa formation. En 1668, il s'installe à Amsterdam et, en 1673, il devient peintre à la cour de Charles II à l'instigation de l'architecte William Bruce. En 1675, il est de retour à Amsterdam, avant un nouveau séjour de cinq ans à la cour d'Angleterre à partir de 1684. 

## Œuvre
L'œuvre de Jacob Jacobsz de Wet, très variée, comprend des paysages et scènes de genre, des scènes religieuses et mythologiques, des portraits, des représentations architecturales, des tableaux de chasse et des marines.
- Paysage avec la fuite en Egypte, huile sur toile, 156 × 193 cm, Palais des Beaux-Arts de Lille[3]
- Eliezer offrant à Béthuel, père de Rebecca, les présent d'Abraham, huile sur bois, 49 x 64 cm, musée Fabre, Montpellier